# Honda Takeshi
Takeshi Honda (sinh ngày 20 tháng 5 năm 1981) là một cầu thủ bóng đá người Nhật Bản.

## Sự nghiệp câu lạc bộ
Takeshi Honda đã từng chơi cho Ventforet Kofu.